# Тиц, Михаил Дмитриевич
Михаил Дмитриевич Тиц (8 марта 1898, Санкт-Петербург — 12 октября 1978 , Харьков) — российский и советский композитор, музыковед, педагог.

## Биография
Родился в Петербурге, окончил Харьковский Музыкально-Драматический Институт (1924) и преподавал в нём; с 1935 — профессор Харьковской консерватории.В 1943—1949, 1951—1971 зав. кафедрой теории музыки и композиции). Выступал как пианист.
В 1935—1937 — председатель правления оркомитета Харьковского Союза композиторов УССР. Автор статей и исследований по вопросам музыкальной теории.

## Произведения
- оперы «Перекоп» (1939), «Гайдамаки» (1940—1941 , в соавторстве с Юлием Мейтусом и Всеволодом Рыбальченко);
- произведения для фортепиано с оркестром (Поэма-концерт. 1946).
- Камерная трилогия: «Драматическая поэма», «Лирическая поэма» и «Героическая поэма» (1937—1940); 2 сонаты , 5 сонатин, полифоническая сюита (1956) для фортепиано ; 2 струнные квартеты (1949 , 1956); хоры, произведения для сольных исполнителей, обработки народных песен, музыка к драматическим спектаклям.

## Учебная литература
- Руководство гармонии (1953),
- «О тематике и композиционной структуре муз. произведений» (1958—1959),
- «О современных проблемах теории музыки» (1976).

## Известные ученики
- Т. Кравцов ,
- Л. Колодуб,
- М. Имханицкий